# الدوري البرتغالي الدرجة الثانية 1996–97
الدوري البرتغالي الدرجة الثانية 1996–97 هو موسم من الدوري البرتغالي الدرجة الثانية. فاز فيه نادي مايا ‏.